# Licuala bissula
Licuala bissula är en enhjärtbladig växtart som beskrevs av Friedrich Anton Wilhelm Miquel. Licuala bissula ingår i släktet Licuala och familjen Arecaceae.
Artens utbredningsområde är Sulawesi. Inga underarter finns listade i Catalogue of Life.